# Obični bezlistac
Obični bezlistac (grozdasti bezlistac, lat. Hypopitys monotropa; sin. Monotropa hypopitys), vrsta mikoheterotrofne trajnice iz porodice vrjesovki rasprostranjene po Europi, Aziji i Sjevernoj Americi, ima je i u Hrvatskoj. 
Obični bezlistac naraste od 15-25 cm (6-10 inča), sablasno je blijede boje, ponekad žučkaste pa i crvene. Može godinu dana ili više može provesti pod zemljom. Ne stvara klorofil, a hranu uz pomoć gljiva uzima od domaćina, obično bora, pa joj i ime slobodno prevedeno znači »pustinjak koji raste pod borovim drvetom«. Stabljika je jednostavna, usptravna i mesnata.
Vrijeme cvjetanja je od srpanj do kolovoza.
Nekada je uključivan u rod Monotropa (bezlistac). Postoje brojni sinonimi
- Monotropa hypopitys
- Monotropa hypopitys
- Monotropa hypopitys